# Dulgalach
Der Dulgalach (russisch Дулгалах, jakutisch Дулҕалаах; auch Dulgalaach) ist der 507 km lange, linke bzw. westliche Quellfluss der Jana in Sibirien (Nord-Russland, Asien). Der Fluss entsteht im Norden des Werchojansker Gebirges. In der Senke zwischen Werchojansker Gebirge im Westen und Tscherskigebirge im Osten vereinigt er sich oberhalb von Werchojansk mit dem Sartang zur Jana. Das Einzugsgebiet des Dulgalach umfasst 27.300 km². Im Mittellauf durchfließt er den See Sjujureen-Kjujol (Сююрээн-Кюёль). Auf den unteren 200 km ist der Dulgalach für die Flößerei nutzbar.